# Kingdom of Contradiction
Kingdom of Contradiction is het vierde studioalbum van de Nederlandse rockband Intwine. Het werd op 14 augustus 2009 uitgebracht door het Duitse platenlabel Tiefdruck-Musik.
De band speelde voor het album zestien oude nummers opnieuw in om een nieuwe richting in te slaan met een hardere, metal-achtige stijl. Het bleek echter het laatste studioalbum te zijn dat Intwine uitbracht, aangezien de bandleden in oktober 2010 besloten om uit elkaar te gaan.

## Achtergronden
Bij de release van het voorgaande album Pyrrhic Victory kende de band problemen met platenlabel V2 Records, dat in geldnood zat. Hierdoor kon het album nauwelijks gepromoot worden en waren de verkoopcijfers karig. Na alle perikelen besloot Intwine zich te ontdoen van V2 en ging het de samenwerking aan met het Hamburgse label Tiefdruck-Musik voor het uitbrengen van het nieuwe album. Terwijl de band werkte aan Kingdom of Contradiction verlieten zowel bassist Touché Eusebius als drummer Rocheteau Mahuwallan de band. Ze werden vervangen door respectievelijk Pablo Penton en Eric Spring in 't Veld, waarop het werken aan het nieuwe album kon worden voortgezet.
De band werkte samen met producer Jochem Jacobs, onder andere bekend van de bands Textures en Autumn. Besloten werd om vijftien nummers van voorgaande albums in een nieuw jasje te steken. Gitarist Jacob Streefkerk zei hierover: "In eerste instantie hadden we het idee om Pyrrhic Victory gewoon opnieuw op te nemen. Later vonden we dat er ook op de andere twee platen best nummers stonden die de moeite waard zijn. Het was ook de uitgelezen kans om verbeteringen aan te brengen. Als muzikant hoor je op je eigen plaat vaak dingen die je later anders zou willen doen en daar kregen wij nu de kans voor. Vandaar dat het allemaal iets anders klinkt als in het verleden. De songs zijn net als wij gegroeid." Naast de vijftien 'oude' songs werd er ook een 'nieuw' nummer opgenomen; een cover van "Walking on the Moon" van The Police, samen met Sam Bettens van K's Choice.
Na enkele try-outs werd Kingdom of Contradiction uitgebracht op 14 augustus 2009. Met als doel zich te presenteren aan de rest van de wereld werd het album tevens uitgebracht in het buitenland en is het daarmee het eerste (en enige) internationaal uitgebrachte album van Intwine. Het nummer "Perfect" werd uitgebracht als enige single en kreeg ook een bijbehorende videoclip.

## Stijl
Volgens 3VOOR12 bevat Kingdom of Contradiction vooral veel nu metal-invloeden en is Intwine met het album harder, ruiger en donkerder geworden. Vergelijkingen werden gemaakt met alternatieve metalbands als Deftones, Incubus, P.O.D., Taproot, Godsmack en Ill Niño De sound van het album is feller, gevarieerder en melancholischer in vergelijking met voorgaande albums. De band liet hierover optekenen: "[...] ons werk heeft met dit album een heel andere lading gekregen dan ons voorgaande werk. Deze songs staan ons meer dan ooit tevoren zeer nauw aan het hart."

## Ontvangst
Intwine richtte de muzikale pijlen voornamelijk op Duitsland. Het wist dan ook met Kingdom of Contradiction de zevende positie te behalen in de Duitse Metal-Rock-Chart. Het album oogstte ook positieve kritieken bij buitenlandse recensenten. Marcus Schleutermann van het Duitse Rockhard beoordeelde het album met een score van 9 uit 10 en omschreef het als: "[...] unieke cross-over met een fantastische dynamiek tussen rustige, zachte passages en stevig groovende uitbarstingen." In het eveneens Duitse magazine MetalHAMMER werd KoC gewaardeerd met een score van 6 uit 7, met daarbij het commentaar dat het album meerdere luisterbeurten nodig heeft voordat het zich loont en tegelijkertijd de verbazing dat Intwine niet eerder is doorgebroken in het buitenland. "Als je de meestal zeer sfeervolle melodieën, opgebouwd uit voortstuwende gitaren, ska-ritmes en hier en daar ook wat Indische klanken bewust op je laat inwerken, rijst als snel de vraag: Waarom vindt deze band pas zes jaar na haar oprichting de weg naar Duitsland?" Het Belgische Rocktribune gaf Kingdom of Contradiction 84 van de 100 punten en vindt dat de nieuwe nummers 'meer pit' tonen en dat de band 'op sublieme wijze latin-invloeden [weet] te verweven in het songmateriaal, zonder dat de tracks aan kracht inboeten'.

## Tracks
Het album bevat zestien tracks waarvan vijftien in een 'oude' versie op voorgaande albums verschenen. Voor het enige nieuwe nummer, "Walking on the Moon" (oorspronkelijk van The Police), werkte Intwine samen met de Belgische zanger Sam Bettens.
Alle nummers geschreven door Intwine, behalve waar anders staat aangegeven.
1. "Cookie Jar" – 5:02
2. "Cut Me Loose" – 3:50
3. "Feel It" – 2:58
4. "Perfect" – 3:13
5. "For Goodness Sake" – 4:53
6. "Ravenclaw" (Intwine/Michael Maidwell) – 3:38
7. "Solo" – 3:36
8. "No Ones" (Intwine/Maidwell) – 3:48
9. "Glory" – 4:48
10. "Abyss" – 5:17
11. "Walking on the Moon" (feat. Sam Bettens) (Sting) – 4:17
12. "Sorry" – 3:37
13. "Cruel Man" – 3:37
14. "Sleep in Silence" (Intwine/Maidwell) – 4:55
15. "Slow Down" – 3:12
16. "You" – 10:17
  - bevat als hidden track een akoestische versie van "No Ones"

## Bezetting
Bandleden
- Roger Peterson – zang
- Jacob Streefkerk – gitaar
- Jon Symons – gitaar
- Eric Spring in 't Veld – drums
- Pablo Penton – basgitaar

Gastmuzikant
- Sam Bettens – zang op "Walking on the Moon"

Producent
- Jochem Jacobs – productie